# Islamisches Zentrum Aachen
Das Islamische Zentrum Aachen e. V. (IZA) wurde 1979 wurde als Träger der Bilal-Moschee in Aachen gegründet. Es gehört dem Zentralrat der Muslime in Deutschland an.

## Geschichte
Mit der Arbeitsmigration in den 1960er Jahren gelangten viele muslimische Familien, sowohl Akademiker als auch Geschäftsleute und einfache Arbeiter, nach Aachen und wurden nach einigen Jahren zu einem festen Bestandteil des Stadtbildes. 
Die Überlegungen zur Gründung eines islamischen Zentrums in Aachen begannen bereits im Jahre 1958, als die muslimischen Studenten ihre Nöte bezüglich des Baus eines Gebetsraumes vorbrachten. 
Die Grundsteinlegung erfolgte schließlich 1964 im Rahmen eines Festaktes in Zusammenarbeit mit der RWTH Aachen und den Botschaftern der islamischen Länder in Anwesenheit zahlreicher Studenten und Akademiker aus den europäischen Nachbarländern. 
Der Bau wurde 1967 abgeschlossen und 1979 aufgrund von Platzmangel erweitert. 
Das ursprünglich vom Führer der syrischen Muslimbruderschaft Issam al-Attar gegründete IZA spaltete sich 1981 von der Islamischen Gemeinschaft in Deutschland (IGD) ab. Seit 2003 betreibt das IZA mit dem „Zentrum für islamische Studien“ eine theologische Ausbildungsstätte für Imame. Bis 1996 leitete Attar das IZA.

## Islamismus
Der Trägerverein steht laut Erkenntnissen des Verfassungsschutzes NRW dem syrischen Zweig der islamisch-fundamentalistischen Muslimbruderschaft nahe, bemüht sich jedoch, in öffentlichen Veranstaltungen „gemäßigt und dialogbereit zu erscheinen“. Laut Klaus Grünewald, einem langjährigen Leiter der Fachabteilung für Ausländerextremismus im Bundesamt für Verfassungsschutz, beherbergte der Trägerverein auch algerische Terroristen im Exil.
Das IZA, das zeitweise auch vom Verfassungsschutz beobachtet wurde, distanziert sich von dem Vorwurf Kontakte zur syrischen Muslimbruderschaft zu besitzen. „Das IZA hat keine organisatorischen Verbindungen zur Muslimbruderschaft oder zu anderen Bewegungen“, heißt es auf der Homepage mit Blick auf den früheren IZA-Leiter Issam El-Attar, der Anfang der 60er Jahre Oppositionsführer in Syrien war, aber seine Mitgliedschaft in der Partei „bereits 1977“ aufgegeben hat.